# Dimítrios Saravákos
Dimítrios Saravákos, (en grec : Δημήτριος Σαραβάκος), souvent appelé Dimítris Saravákos (Δημήτρης Σαραβάκος), est un footballeur grec, né le 26 juillet 1961 à Athènes. Il évolue au poste d'attaquant de la fin des années 1970 à la fin des années 1990.
Considéré comme un des meilleurs joueurs grecs de l'histoire, il débute à Panionios puis rejoint en 1984 le Panathinaïkos avec qui il remporte trois fois le championnatet six fois la Coupe de Grèce. Après deux ans à l'AEK Athènes de 1994 à 1996 avec qui il remporte une nouvelle coupe, il met un terme à sa carrière de joueur au Panathinaïkos en 1998.
Il compte 78 sélections pour 22 buts inscrits de 1982 à 1994 avec la Grèce et dispute la Coupe du monde 1994.

## Biographie
Surnommé « Le petit » ( / o Mikrós), Il est généralement considéré comme un des meilleurs joueurs grec de l’histoire. Courtisé par les plus grands clubs européens, il n’a toutefois jamais quitté le championnat de Grèce, ayant joué successivement à Panionios Athènes, Panathinaïkos, AEK Athènes et à nouveau Panathinaïkos.
Il inscrit 22 buts en 78 sélections en équipe de Grèce (deuxième meilleur réalisateur de l'histoire derrière Níkos Anastópoulos).
Trop jeune pour participer à l’Euro 1980 pour lequel la Grèce était qualifiée, il a obtenu une consécration tardive, à 33 ans, en disputant la coupe du monde 1994. La Grèce est sortie par la petite porte, avec 3 défaites, 10 buts encaissés et aucun but marqué.

## Carrière
- 1977-84 : Panionios Athènes
- 1984-94 : Panathinaïkos
- 1994-96 : AEK Athènes
- 1997-98 : Panathinaïkos

## Palmarès

### En club
- Champion de Grèce en 1986, 1990 et 1991 avec le Panathinaïkos
- Vainqueur de la Coupe de Grèce en 1986, 1988, 1989, 1991, 1993 et 1994 avec le Panathinaïkos et en 1996 avec l'AEK Athènes
- Vainqueur de la Supercoupe de Grèce en 1988 et 1993 avec le Panathinaïkos et en 1996 avec l'AEK Athènes

### EnÉquipe de Grèce
- 78 sélections pour 22 buts inscrits de 1982 à 1994
- Participation à la Coupe du Monde en 1994 (Premier Tour)

### Distinctions individuelles
- Meilleur buteur du Championnat de Grèce en 1991 (23 buts)
- Co-Meilleur buteur de la Coupe de l'UEFA en 1988 (6 buts) avec Kálmán Kovács (Budapest Honvéd) et Kenneth Brylle Larsen (FC Bruges)